# KNVB Beker 2013/14 (amateurs)
De KNVB Beker voor amateurs 2013/14 was de 34e editie in deze opzet van deze Nederlandse voetbalcompetitie die door de KNVB wordt georganiseerd.
Aan het toernooi namen de clubs in de landelijke zaterdag- en zondagcompetities, de Topklasse en Hoofdklasse, deel in hun eigen district. In de landelijke eindfase streden de zes district bekerwinnaars in twee kwartfinale wedstrijden (hierin waren twee clubs vrijgesteld), twee halve finale wedstrijden en de finale om de amateurbeker.
De winnaar van de amateurbeker neemt ook deel aan de Super Cup voor amateurs, waarin het de algemeen amateurkampioen ontmoet. De clubs die de halve finales in de districtbeker bereiken, plaatsten zich voor het KNVB Bekertoernooi van het seizoen 2014/15.
De titelverdediger was SV Argon dat in het seizoen 2012/13 in de finale met 3-2 (na verlenging) van De Treffers won. Dit seizoen werden ze, na strafschoppen, uitgeschakeld door JOS Watergraafsmeer in de achtste finales van het district West I.
Dit jaar stonden twee zaterdagclubs in de finale die op 7 juni op het “Sportpark Schildman” van ASWH te Hendrik-Ido-Ambacht werd gespeeld. ASWH won de beker voor de tweede keer (eerder bekerwinnaar in 2006) door IJsselmeervogels (eerder bekerwinnaar in 1996) met 1-0 na verlenging te verslaan. Ze zijn hiermee tevens recordhouder naast Tonegido (2002, 2003) en SV Argon (1995, 2013).

## Districtsbekers
Opzet
In elk district werd er begonnen in een poule van vier clubs. De winnaar en de nummer twee gingen door naar de knock-outfase. Daarna werden in sommige districten tussenrondes gespeeld om het aantal clubs terug te brengen naar een macht van twee, om knock-outrondes te kunnen spelen (bijvoorbeeld 64 of 128). In andere districten werden enkele clubs vrijgeloot en gingen zo automatisch door naar de derde ronde.
Vanwege het grote aantal clubs in het westen en zuiden van Nederland, zijn er in beide regio's twee districten. Daardoor zijn er zes districten: Noord, Oost, West I, West II, Zuid I en Zuid II.
| Datum                  | Thuisclub           | Uitslag      | Uitclub             |
| Kwartfinale            | Kwartfinale         | Kwartfinale  | Kwartfinale         |
| ---------------------- | ------------------- | ------------ | ------------------- |
| 29 maart               | Meppeler Sport Club | 2-1          | Drachtster Boys     |
| 29 maart               | ONS Sneek           | 3-0          | SC Erica            |
| 01 april               | VV Hoogeveen        | 3-4          | Flevo Boys          |
| 01 april               | FVC                 | 2-2 ns (4-5) | SV Urk              |
| Halve finale           |                     |              |                     |
| 25 april               | ONS Sneek           | 2-1          | Meppeler Sport Club |
| 25 april               | SV Urk              | 5-0          | Flevo Boys          |
| Finale bij ONS Sneek * |                     |              |                     |
| 17 mei                 | ONS Sneek           | 2-0          | SV Urk              |

| Datum              | Thuisclub       | Uitslag      | Uitclub                 |
| Kwartfinale        | Kwartfinale     | Kwartfinale  | Kwartfinale             |
| ------------------ | --------------- | ------------ | ----------------------- |
| 25 maart           | WAVV            | 2-2 ns (4-3) | VV Berkum               |
| 29 maart           | DETO Twenterand | 1-3          | VV De Bataven           |
| 29 maart           | SV Juliana '31  | 1-1 ns (5-3) | VVOG                    |
| 01 april           | DOS '37         | 4-0          | FC Suryoye/Mediterraneo |
| Halve finale       |                 |              |                         |
| 21 april           | SV Juliana '31  | 0-0 ns (2-4) | DOS '37                 |
| 21 april           | WAVV            | 5-7          | VV De Bataven           |
| Finale bij DOS '37 |                 |              |                         |
| 17 mei             | DOS '37         | 1-3          | VV De Bataven           |

| Datum                | Thuisclub           | Uitslag     | Uitclub             |
| Kwartfinale          | Kwartfinale         | Kwartfinale | Kwartfinale         |
| -------------------- | ------------------- | ----------- | ------------------- |
| 19 maart             | IJsselmeervogels    | 2-1         | ASV De Dijk         |
| 25 maart             | SV Spakenburg       | 3-2         | AFC Ajax            |
| 29 maart             | GVVV                | 8-1         | SC Spirit '30       |
| 30 maart             | AFC-2               | 0-4         | JOS Watergraafsmeer |
| Halve finale         |                     |             |                     |
| 24 april             | JOS Watergraafsmeer | 4-3         | SV Spakenburg       |
| 24 april             | GVVV                | 0-1         | IJsselmeervogels    |
| Finale bij SV Huizen |                     |             |                     |
| 17 mei               | JOS Watergraafsmeer | 3-5         | IJsselmeervogels    |

| Datum                      | Thuisclub           | Uitslag      | Uitclub                |
| Kwartfinale                | Kwartfinale         | Kwartfinale  | Kwartfinale            |
| -------------------------- | ------------------- | ------------ | ---------------------- |
| 29 maart                   | vv Capelle          | 5-1          | VV Oude Maas           |
| 29 maart                   | Excelsior Maassluis | 3-1          | VV Nieuwenhoorn (zon.) |
| 29 maart                   | Sportlust '46       | 1-1 ns (6-5) | SC Feyenoord           |
| 01 april                   | SV Deltasport       | 0-1          | BVV Barendrecht        |
| Halve finale               |                     |              |                        |
| 21 april                   | Sportlust '46       | 2-1          | Excelsior Maassluis    |
| 23 april                   | BVV Barendrecht     | 0-2          | vv Capelle             |
| Finale bij UVS             |                     |              |                        |
| 17 mei                     | vv Capelle          | 3-2 nv       | Sportlust '46          |
|                            |                     |              |                        |
| Finale cat. 2, terrein UVS |                     |              |                        |
| 17 mei                     | Lekkerkerk          | 2-2 ns       | KSD-Marine             |

| Datum               | Thuisclub     | Uitslag      | Uitclub       |
| Kwartfinale         | Kwartfinale   | Kwartfinale  | Kwartfinale   |
| ------------------- | ------------- | ------------ | ------------- |
| 29 maart            | Kozakken Boys | 5-1          | VV Geldrop    |
| 29 maart            | ZVV Pelikaan  | 0-3          | ASWH          |
| 29 maart            | HSV Hoek      | 0-0 ns (3-4) | SV DOSKO      |
| 29 maart            | VV WNC        | 2-5          | VV De Valk    |
| Halve finale        |               |              |               |
| 21 april            | SV DOSKO      | 1-2          | ASWH          |
| 21 april + 06 mei * | VV De Valk    | 0-0 ns (4-3) | Kozakken Boys |
| Finale bij VV Rijen |               |              |               |
| 17 mei              | ASWH          | 5-0          | VV De Valk    |

| Datum                      | Thuisclub       | Uitslag     | Uitclub         |
| Kwartfinale                | Kwartfinale     | Kwartfinale | Kwartfinale     |
| -------------------------- | --------------- | ----------- | --------------- |
| 30 maart                   | EVV             | 1-0         | RKSV De Ster    |
| 30 maart                   | Geusselt Sport  | 0-3         | EHC             |
| 30 maart                   | ZSV             | 3-4         | JVC Cuijk       |
| 30 maart                   | RKVV Volharding | 2-3         | Stormvogels '28 |
| Halve finale               |                 |             |                 |
| 21 april                   | Stormvogels '28 | 0-3         | JVC Cuijk       |
| 24 april                   | EVV             | 2-1         | EHC             |
| Finale bij RKVV Volharding |                 |             |                 |
| 18 mei                     | EVV             | 0-2         | JVC Cuijk       |

## Landelijke beker

### Kwartfinale
Van de zes districtswinnaars werden twee clubs vrijgeloot, vier clubs streden om twee plaatsen in de halve finale die op eigen terrein wordt gespeeld.

### Halve finale
De in de kwartfinale vrijgelote clubs spelen in de halve finale automatisch een uitwedstrijd.

### Finale
1980/81 · 1981/82 · 1982/83 · 1983/84 · 1984/85 · 1985/86 · 1986/87 · 1987/88 · 1988/89 · 1989/90 · 1990/91 · 1991/92 · 1992/93 · 1993/94 · 1994/95 · 1995/96 · 1996/97 · 1997/98 · 1998/99 · 1999/00 · 2000/01 · 2001/02 · 2002/03 · 2003/04 · 2004/05 · 2005/06 · 2006/07 · 2007/08 · 2008/09 · 2009/10 · 2010/11 · 2011/12 · 2012/13 · 2013/14 · 2014/15 · 2015/16 · 2016/17 · 2017/18 · 2018/19 · 2019/20 · 2020/21 · 2021/22 · 2022/23 · 2023/24 · 2024/25 · 2025/26